# Oplachantha divisa
Oplachantha divisa är en tvåvingeart som beskrevs av James 1977. Oplachantha divisa ingår i släktet Oplachantha och familjen vapenflugor. Inga underarter finns listade i Catalogue of Life.